# María Luz Galicia
María Luz Galicia, talvolta accreditata come Mary Andersen (Madrid, 2 febbraio 1940), è un'attrice spagnola che è stata attiva nel cinema spagnolo e nel cinema italiano fra gli anni cinquanta e i sessanta.

## Biografia
Cresciuta in una famiglia di pittori, ballerina di flamenco, si sposò con il produttore e scenografo Eduardo Manzanos Brochero. Apparve nel primo show televisivo trasmesso dalla RTVE nel 1956.
Nel cinema italiano è ricordata per aver interpretato il ruolo di Gina nel film del 1958 di Giorgio Bianchi Gli zitelloni, accanto a Walter Chiari e Vittorio De Sica.

## Filmografia

### Cinema
- Cabaret, regia di Eduardo Manzanos Brochero (1953)
- Buenas noticias, regia di Eduardo Manzanos Brochero (1954)
- Señora ama, regia di Julio Bracho (1955)
- El malvado Carabel, regia di Fernando Fernán Gómez (1956)
- Dimentica il mio passato, regia di Eduardo Manzanos Brochero e Primo Zeglio (1957)
- Gli zitelloni, regia di Giorgio Bianchi (1958)
- Patio andaluz, regia di Jorge Griñán (1958)
- Las de Caín, regia di Antonio Momplet (1959)
- Ella y los veteranos, regia di Ramón Torrado (1961)
- Teresa de Jesús, regia di Juan de Orduña (1962)
- Zorro il vendicatore (La venganza del Zorro), regia di Joaquín Luis Romero Marchent (1962)
- L'ombra di Zorro, regia di Joaquín Luis Romero Marchent (1962)
- Plaza de oriente, regia di Mateo Cano (1963)
- Il segno del Coyote (El vengador de California), regia di Mario Caiano (1963)
- Cleopatra, regia di Joseph L. Mankiewicz (1963) - non accreditata